# Bahnhöfe in Baesweiler
In Baesweiler (in der Städteregion Aachen) gibt es heute keinen Bahnhof mehr. Solange die Geilenkirchener Kreisbahn noch bestand, hatten insgesamt drei verschiedene Bahnhöfe existiert: Der Bahnhof Baesweiler, der Haltepunkt Jülicher Straße und der Bahnhof der Grube Carl Alexander.

## Geschichte

### Bahnhof Baesweiler
Der Bahnhof wurde 1900 durch die Geilenkirchener Kreisbahn eröffnet. Bau und Betriebsführung der Strecke lagen bei der Westdeutschen Eisenbahn-Gesellschaft. Der Bahnhof Baesweiler wurde im Personen- und Güterverkehr bedient. Obwohl der größte Teil des Güterverkehrs über den Bahnhof Puffendorf und den Grubenbahnhof der Zeche abgewickelt wurde, besaß der Bahnhof einen eigenen Güterbereich für landwirtschaftliche Güter. Dieser Güterbereich bestand aus einer Laderampe und einem zweigleisig ausgebauten Gleisareal. Im gegenüberliegenden Gleisbereich befand sich ein Lagerhaus mit eigenem Anschluss. 200 Meter vom Bahnhof entfernt lag der Güteranschluss der Familie Dohmen, der später in den Besitz der Baesweiler Spar- und Darlehenskasse überging.
Die Personenzüge hielten im eingleisigen Bereich des Vorbahnhofs.

### Bahnhof Carl-Alexander Baesweiler
Der Bahnhof der Zeche wurde als Grubenbahnhof nur für den Güterverkehr von Kohle benutzt. Personenverkehr fand nicht statt. Der Bahnanschluss wurde 1925 für die Zeche errichtet, da die Geilenkirchener Kreisbahn diese Aufgabe nicht übernehmen konnte. Die Güterzüge wurden beladen und fuhren zum Rangierbahnhof nach Merkstein, wo Anschluss an die „Ringbahn“ bestand.

### Haltepunkt Jülicher Straße
Dieser Haltepunkt gehörte einst zur Geilenkirchener Kreisbahn. Er wurde in erster Linie für die damalige Bergmannsiedlung um 1900 gebaut und ist mit der Stilllegung 1973 der GKB mittlerweile abgerissen worden. Seit den 2000er Jahren befindet sich in der Nähe ein Neubaugebiet.

## Zukunft
Die Stadt Baesweiler erhofft sich in Zukunft einen Bahnanschluss. Dazu soll von der Ringbahn eine Stichstrecke nach Baesweiler gebaut werden. Es steht noch offen, wie die Trasse verlaufen soll.